# Хосе Соррилья (стадион, 1940)
Старый стадион «Хосе Соррильи» (также известный как «Вьехо Соррилья») — футбольный стадион, расположенный в городе Вальядолид, Испания. С 1940 по 1982 год он служил домашней ареной для клуба «Реал Вальядолид».

## История
Стадион был задуман как первый крупный футбольный объект в Вальядолиде. Ранее местная команда проводила свои матчи на поле «Сосьедад Таурина», находившемся рядом с ареной для корриды.
Строительство стадиона велось на участке Пасео-де-Соррилья между улицами Пуэнте-Кольганте и Ла-Рубия, а также Хипикой и Кампо-де-ла-Федерасьон. Работы выполняли политические заключенные, которых режим Франко использовал в качестве бесплатной рабочей силы, как и в других испанских городах. Комплекс обошелся в 800 000 песет, вмещал 10 000 зрителей и имел размеры 105x68 метров.
В 1951 году стадион получил название «Муниципальный стадион», а позже было добавлено имя Хосе Соррильи. 10 октября 1951 года городской совет официально утвердил полное название.

### Открытие
Первый матч на старом стадионе «Хосе Соррилья» состоялся 3 ноября 1940 года, когда «Реал Вальядолид» сыграл во Втором дивизионе против команды «Аренас» (4:1).

### Игры на стадионе
«Вьехо Соррилья» стал первым стадионом в Вальядолиде, где проходили матчи Первого дивизиона. Первый гол «Реал Вальядолида» в этом турнире был забит во втором туре в матче против «Сельты».
В последующие годы команда выступала в Первом дивизионе|Первого дивизиона, однако в сезоне 1957/58 вылетела во Второй дивизион. Этот вылет продлился всего один год, и в сезоне 1958/59 команда вернулась в Первый дивизион после победы над «Террасой» со счетом 5:0. В сезоне 1960/61 произошел второй вылет, но снова через один сезон команда вернулась в Первый дивизион. В сезоне 1962/63 под руководством Антонио Рамальетса «Реал Вальядолид» достиг своего лучшего результата в лиге на тот момент — 4-го места. Однако после этого последовало разочарование: в следующем сезоне (1963/64) команда снова вернулась во Второq дивизион, где оставалась до конца 1970-х годов.
Первый матч, транслируемый по телевидению с «Вьехо Соррилья», состоялся 11 июня 1968 года: «Реал Вальядолид» сыграл с командой «Реал Сосьедад».

#### Статистика в Первом дивизионе на «Вьехо Соррилья»
| Стадион             | Первый матч | Последний матч | И   | Очки | В   | Н  | П  | ЗМ  | ПМ  | РМ   |
| ------------------- | ----------- | -------------- | --- | ---- | --- | -- | -- | --- | --- | ---- |
| Вьехо Хосе Соррилья | 19/9/1948   | 7/2/1982       | 235 | 332  | 144 | 44 | 47 | 480 | 277 | +203 |

#### Статистика в Кубке Испании на «Вьехо Соррилья»
| Стадион             | Первый матч | Последний матч | И   | Очки | В  | Н  | П  | ЗМ  | ПМ | РМ   |
| ------------------- | ----------- | -------------- | --- | ---- | -- | -- | -- | --- | -- | ---- |
| Вьехо Хосе Соррилья | 9/12/1928   | 27/1/1982      | 101 | 161  | 72 | 17 | 12 | 257 | 94 | +163 |

### Международные матчи
Кубок УЕФА среди любителей (7/3/1974)
Любительская сброрная Испании 3:1 Турция
Кубок Европы среди юношей до 21 года (4/10/1978)
Испания 0:1 Югославия

## Возможности
Первоначально стадион мог вмещать 10 000 зрителей, а в последующие сезоны его число увеличилось почти до 22 000, благодаря дополнительным трибунам (сезон 1981/82).

## Последние годы
Последний домашний матч «Вальядолида» состоялся 7 февраля 1982 года; Местная команда обыграла «Осасуну» со счетом 2:0, а последний гол, забитый на стадионе, принадлежит Луисe Мигель Гейлe. Две недели спустя состоится открытие нового стадиона Хосе Соррильи.
Старый стадион какое-то время продолжал принимать матчи команды «Реал Вальядолид Промесас» и молодежные матчи, пока не был снесен в 1987 году. В настоящее время на его месте находятся здание El Corte Inglés и Парк Хуан де Австрия.